# Ibipitanga
Ibipitanga est une municipalité brésilienne de l'État de Bahia et la Microrégion de Boquira.